# Ixonotus
Ixonotus is een monotypisch geslacht van zangvogels uit de familie Pycnonotidae (buulbuuls). De enige soort:
- Ixonotus guttatus  – Gevlekte buulbuul